# Schloss Maisons-Laffitte

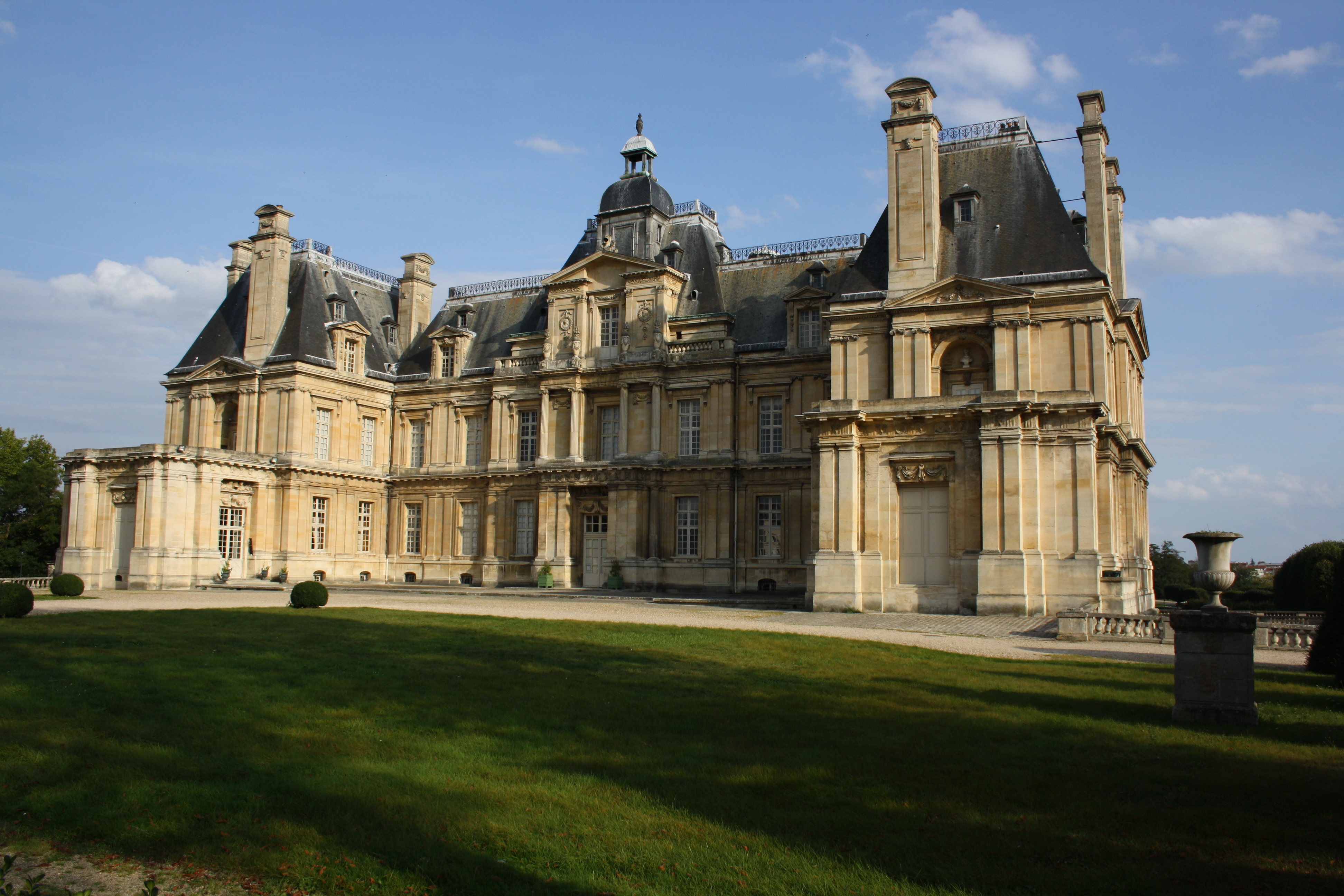
Frontseite des Schlosses Maisons-Laffitte

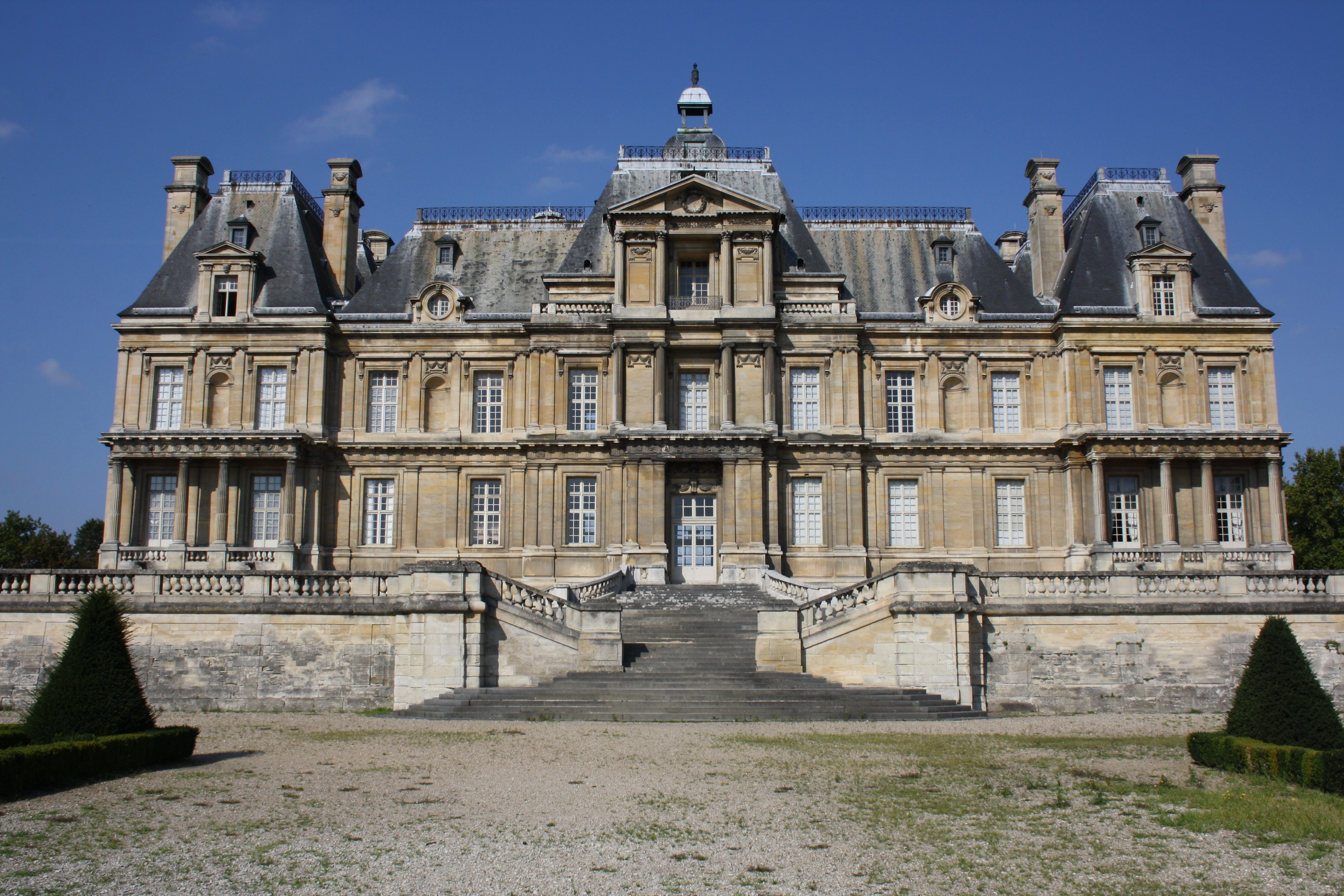
Gartenfassade des Schlosses

Das barocke Schloss Maisons-Laffitte (französisch Château de Maisons-Laffitte ursprünglich Château de Maisons) steht in der französischen Gemeinde Maisons-Laffitte im Département Yvelines der Region Île-de-France. Das Äußere des aus dem 17. Jahrhundert stammende Schloss ist nahezu unverändert erhalten und kann von Besuchern besichtigt werden.

## Geschichte

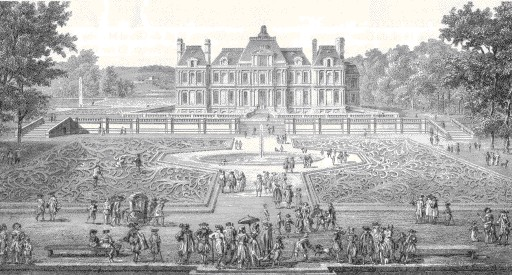
Das Schloss auf einem Stich des 18. Jahrhunderts

Bauherr des Schlosses war der zeitweilige Präsident des Parlement de Paris, René de Longueil, der den Hofarchitekten François Mansart mit dem Bau beauftragte. Mansart wurde bei der Gestaltung völlig freie Hand gelassen und durfte das Gebäude nach seinen Vorstellungen errichten. René de Longueil nutzte das Schloss nach der Fertigstellung vorwiegend als Sommerschloss. Nachdem er 1677 verstorben war, verblieb Maisons-Laffitte noch bis 1732 im Besitz seiner Familie. Im 18. Jahrhundert wechselten die Besitzer mehrfach. Auf die Familie Longueil folgten die Familien Belleforière und Soyécourt, ab 1777 ging das Schloss an den Bruder Ludwigs XVI., Charles Philippe, der während der Französischen Revolution auswanderte. Das Schloss wurde konfisziert und das Mobiliar verstreut. 1804 erstand es Marschall Lannes, ein Kampfgefährte Napoleons, und ließ es renovieren. Der Kaiser verweilte regelmäßig im Schloss.
1818 kaufte es der Pariser Bankier Jacques Laffitte, auf den ein Teil des heutigen Namens zurückgeht. Nach 1830 wandelte er einen großen Teil des Parks zu Bauland um und veranlasste auch den Abriss der Pferdestallungen des Schlosses. Auf Betreiben seines Neffen Charles Laffitte, einer der Gründer der Société d’encouragement pour l’amélioration de la race chevaline, wurden auf den Wiesen am Seineufer die ersten Rennen veranstalter. Joseph Oller, Erfinder der Rennwette, kaufte das Gelände und verwandelte es in ein Hippodrom, das 1878 eingeweiht wurde. 1844 erbte Albinne Laffitte das Schloss, bevor sie es 1850 an Charles Xavier Thomas de Colmar, Versicherer und Erfinder des Arithmometers, verkaufte. 1877 übergaben die Erben von Thomas de Colmar das Schloss an den Maler Tilman Grommé. Zu Beginn des 20. Jahrhunderts drohte dem Schloss der Abriss. Der Staat kaufte das Schloss. Seit 1914 gilt es als Monument historique. Es ist heute für Besucher zugänglich. Die Innenräume und der Gartenbereich können besichtigt werden. Im Schloss werden außerdem wechselnde Ausstellungen präsentiert.
Der französische Dichter Charles Perrault bezeichnete Maisons-Laffitte als „…eines der schönsten Dinge, die wir in Frankreich besitzen.“

## Das Bauwerk
Schloss Maisons-Laffitte ist ein typisches französisches Landschloss des 17. Jahrhunderts, ähnlich wie Schloss Vaux-le-Vicomte oder der Ursprungsbau von Schloss Versailles. Es wurde durch François Mansart zwischen 1642 und 1651 erbaut und gilt als Beispiel für die Bauten am Übergang vom italienisch geprägten, hin zum klassizistischen Barock französischer Art. Einige Baudetails, wie die steilen Dächer, die hohen Schornsteine und der Burggraben verweisen noch auf die französische Schlossbaukunst des 16. Jahrhunderts. Der Rohbau des Gebäudes war 1646 ausgeführt, die Innenausstattung zog sich bis 1651 hin.
Der hufeisenförmige Baukörper ist aus drei einzelnen Pavillons errichtet: Das siebenachsige zentrale Corps de Logis und zwei auf den Hof ausgerichtete Seitenflügel mit einer Breite von zwei und einer Tiefe von vier Achsen. Die einzelnen Bauteile sind allesamt durch hohe Walmdächer gedeckt. Während die rückwärtigen Fassaden mit dem durch die Seitenflügel gebildeten Ehrenhof nordwestlich auf die heutige Stadt Maisons-Laffitte weisen, ist die Gartenfassade des Schlosses südöstlich auf die Seine ausgerichtet. Die Fassaden des zweigeschossigen Schlosses sind umlaufend mit toskanischen und ionischen Säulen- und Pilasterstellungen dekoriert, der Mittelrisalit des Corps de Logis ist um ein drittes Geschoss turmartig erhöht. 
Während das Schloss hofseitig direkt betreten werden kann, ist es von dem Garten durch einen hufeisenförmigen Ziergraben getrennt, der den Blick auf das Kellergeschoss zulässt. Mit dem Gartenparterre ist das Schloss über eine steinerne Brücke und eine Terrassenanlage verbunden. Das Schloss war einst von einem großzügigen Barockgarten umgeben, der heute zum Teil im Stadtgebiet aufgegangen ist. Das Gartenparterre südöstlich des Schlosses ist noch immer in barocken Formen gestaltet, das geometrische Wegesystem in der Straßenführung noch zu erkennen. Von der Gartenfassade aus führt eine mehrere Kilometer lange Sichtachse über die Seine in Richtung Houilles.

## Das Innere des Schlosses
Die Innenräume des Schlosses wurden im Laufe der Jahrhunderte mehrfach umgestaltet und reichen in ihrer Ausstattung vom Barockstil des Louis-treize bis zum Empire des 19. Jahrhunderts.

### Das Erdgeschoss
Der Salon der Gefangenen befindet sich in der Ecke. Seinen Namen verdankt er der Dekoration des Kamins, die Gilles Guérin zu Ehren Ludwigs XIII., schuf. Der Raum ist mit Gemälden dekoriert, darunter Paysage avec cascade (Landscape with Cascade) von Hubert Robert.
Über den mittigen Haupteingang gelangt man in das Vestibül des Schlosses. Es verfügt über acht Säulen dorischer Ordnung mit den Initialen von René de Longueil und seiner Gemahlin. Vier Flachreliefs spielen auf die vier Elemente an: Cybele (Erde), Juno (Luft), Neptun (Wasser) und Jupiter (Feuer).
Die Ehrentreppe befindet sich an der Seite des Vestibüls. Sie besteht aus vier Läufen, die um eine breite Öffnung herum aufgehängt sind. Die Versammlung verwendet Stereotomie (eine neue Technik in Frankreich in den 1640ern).

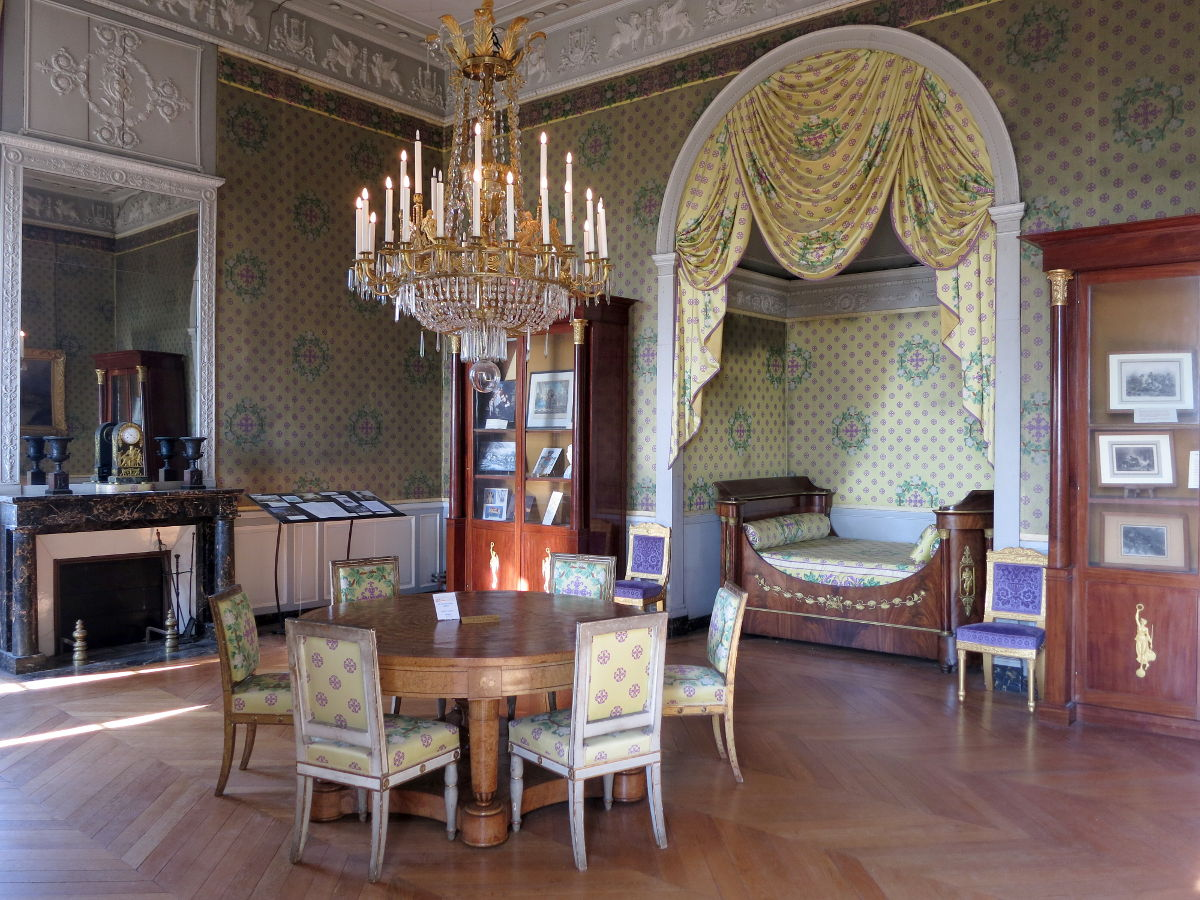
Zimmer des Marschalls Lannes im Stil des Empire

Charles Philippe gestaltete dieses Appartement unter Leitung seines Architekten François-Joseph Bélanger im neoklassizistischen Stil um.

### Der erste Stock
Die königliche Wohnung hat Kuppeln und Tonnengewölbe im italienischen Stil. Sie umfasst einen Ballsaal aus dem 17. Jahrhundert, ein Salon und das Schlafzimmer des Königs mit originalem Parkettboden und einem Paradebett in einer Nische. Das Spiegelkabinett ist ein raffiniertes Zimmer mit seinem Marketerie-Parkett und seiner von Michel Corneille dem Jüngeren verzierten Kuppel.
Das Zimmer des Marschalls Lannes ist im Empire-Stil gestaltet.

## Maisons-Laffitte als Vorbild und Filmkulisse
Maisons-Laffitte diente unter anderem als bauliches Vorbild für das durch Gabriel-Hippolyte Destailleur errichtete Château de Franconville in Val-d’Oise und den Bahnhof Plaza Constitución in Buenos Aires.
2004 errichtete der chinesische Bauunternehmer Zhang Yuchen für rund 300 Millionen US-Dollar nahe Peking eine äußerlich nahezu detailgetreue Kopie des Schlosses. Das als Château Beijing Laffitte bzw. Zhang-Laffitte bezeichnete Bauwerk beherbergt ein Hotel.
Das Schloss diente in der Vergangenheit mehrfach als Filmkulisse, so wurden hier Szenen für die Spielfilme Gefährliche Liebschaften und Ridicule – Von der Lächerlichkeit des Scheins sowie der Historienserie Versailles gedreht.